# Мадан-е-Санґ-е-Сіман
Мадан-е-Санґ-е-Сіман (перс. معدن سنگ سيمان) — село в Ірані, у дегестані Джіранде, у бахші Амарлу, шагрестані Рудбар остану Ґілян. У переписі 2006 року вказане як окремий населений пункт, але без відомостей про чисельність населення.